# كلارنس غراي
كلارنس غراي (بالإنجليزية: Clarence Gray)‏ هو فنان قصص مصورة أمريكي، ولد في 14 نوفمبر 1901 في توليدو في الولايات المتحدة، وتوفي في 5 يناير 1957.

## روابط خارجية
- كلارنس غراي على موقع IMDb (الإنجليزية)
- كلارنس غراي على موقع قاعدة بيانات الفيلم (الإنجليزية)